# Bourg-Madame
Bourg-Madame (în catalană La Guingeta d'Ix) este o comună în departamentul Pyrénées-Orientales din sudul Franței. În 2009 avea o populație de 1.234 de locuitori.

## Evoluția populației
| An        | 1975  | 1982  | 1990  | 1999  | 2006  | 2009  |
| --------- | ----- | ----- | ----- | ----- | ----- | ----- |
| Populație | 1.120 | 1.257 | 1.238 | 1.166 | 1.262 | 1.234 |